# Бартц, Иван Августович
Иван Августович Бартц (Барц, нем. Johannes Bartz, 6 [19] января 1848, Штаргард, Померания — 18 июня [1 июля] 1933, Берлин) — немецкий композитор, органист и хормейстер.
Музыкальное образование получил в Лейпцигской консерватории (1864—1865) под руководством Морица Гауптмана и Карла Рейнеке.
В 1868 году переехал в Москву. В 1872 году назначен органистом в лютеранской церкви Святых Петра и Павла в Москве. Жил при церкви, при Петропавловской женской гимназии, по адресу Космодамианский переулок (ныне Старосадский), дом 7 кв. 1. В 1874—1877 годах был дирижером московского певческого общества «Liedertafel», а с 1892 года руководил местным Männergesang-Verein’ом.
В 1913 году Иван Августович Бартц ознакомил русского органиста Бориса Леонидовича Сабанеева с органом фирмы «Эберхард Фридрих Валькер» в лютеранской церкви Святых Петра и Павла, в которой он служил, и Сабанеев написал об органе свой восторженный отзыв.
Из его сочинений исполнялись:
- «Евангелический реквием» (нем. «Evangelisches Requiem»)
- «Отче наш» (нем. «Vaterunser»)
- «Фельдфебель» (нем. «Der Feldwebel»), опера
- «Смерть Рольфа Краке» (нем. «Rolf Krakes Tod»), сюита для оркестра
- «Небесный вестник» (нем. «Der Himmelsbote»), оратория

Были изданы: три сонаты для фортепьяно, соната для скрипки (oр. 22), 12 мотетов и др.